# Sikanni Chief River
Der Sikanni Chief River ist der linke Quellfluss des Fort Nelson River im Northern Interior der kanadischen Provinz British Columbia.

## Flusslauf
Der Sikanni Chief River entspringt nordöstlich des Williston Lake in den Muskwa Ranges im äußersten Norden der Kanadischen Rocky Mountains. Das Quellgebiet befindet sich im Sikanni Chief River Ecological Reserve. Der Sikanni Chief River bildet den Abfluss des Sikanni Chief Lake und fließt anfangs in östlicher Richtung durch das Bergland. Der British Columbia Highway 97 (Alaska Highway) überquert den Fluss auf halber Strecke zwischen Fort St. John und Fort Nelson. Der nördlich verlaufende Buckinghorse River mündet wenig später linksseitig in den Sikanni Chief River. Der Sikanni Chief River wendet sich nun nach Norden, dann wieder nach Osten und schließlich nochmals nach Norden, bevor er sich mit dem Fontas River zum Fort Nelson River vereinigt. 
Der Sikanni Chief River hat eine Länge von etwa 270 km. Sein Einzugsgebiet umfasst schätzungsweise 10.000 km². An der Brücke des Alaska Highways über den Fluss befindet sich ein Abflusspegel.